# Valencia de Alcántara (kommunhuvudort)
Valencia de Alcántara är en kommunhuvudort i Spanien.   Den ligger i provinsen Provincia de Cáceres och regionen Extremadura, i den västra delen av landet, 300 km väster om huvudstaden Madrid. Valencia de Alcántara ligger 465 meter över havet och antalet invånare är 6 129.
Terrängen runt Valencia de Alcántara är platt norrut, men söderut är den kuperad. Terrängen runt Valencia de Alcántara sluttar norrut. Runt Valencia de Alcántara är det glesbefolkat, med 18 invånare per kvadratkilometer. Det finns inga andra samhällen i närheten. Omgivningarna runt Valencia de Alcántara är huvudsakligen savann.